# 新港 (三發縣)
新港（印尼語：Sungai Baru）是印度尼西亞西加里曼丹省三發縣直落吉拉末鎮下轄的一個村，位於該鎮南部，北接Berlimang村，南毗Sengawang村，西連假獅鎮Pelimpaan村、Sarang Burung Kuala村，東隔三發河與芒桔頭鎮相鄰。

## 名稱
在印尼語中「新」有「Baru」的含意、「港」有「Sungai」的含意，在客家話中「港」是江的意義，所以當地華人把Sungai Baru譯作新港而得名。

## 教育
對於一個村級，新港有相當完善的教育設施，這使新港在另五個相鄰的村之間為教育中心。
- 3號直落吉拉末國立高中（SMAN 3 Teluk Keramat）
- 6號直落吉拉末國立中學（SMPN 6 Teluk Keramat）
- 新港Jasa Mulia中學（SMP Jasa Mulia Sungai Baru）
- 新港Mis Al-Amin（Mis Al-Amin Sungai Baru）
- 4號新港國小（SDN 04 Sungai Baru）
- 43號紅檳榔國小（SDN 43 Pinang Merah）